# كيسي ستراتون
كيسي ستراتون (بالإنجليزية: Casey Stratton)‏ هو مغني أمريكي، ولد في 16 أكتوبر 1976 في لانسنغ في الولايات المتحدة.

## وصلات خارجية
- الموقع الرسمي
- كيسي ستراتون على موقع ميوزك برينز (الإنجليزية)
- كيسي ستراتون على موقع أول ميوزيك (الإنجليزية)
- كيسي ستراتون على موقع ديسكوغز (الإنجليزية)